# L’Inconnue
Die Polka L’Inconnue ist eine Polka française von Johann Strauss (Sohn) (op. 182). Das Werk wurde am 2. Augustjul. / 14. August 1856greg. in Pawlowsk in Russland erstmals aufgeführt.